# Leszek Engelking
Leszek Engelking   (Chorzów i Bytom, 2 de febrer de 1955 - Pruszków, 22 d'octubre de 2022) va ser un poeta, escriptor, crític, historiador de la literatura i traductor polonès.

## Obra

### Prosa
- Szczęście i inne prozy, 2007

### Poesia
- Autobus do hotelu Cytera, 1979[2]
- Haiku własne i cudze, 1991[2]
- Mistrzyni kaligrafii i inne wiersze, 1994
- Dom piąty, 1997
- I inne wiersze, 2000
- Muzeum dzieciństwa, 2011
- Komu kibicują umarli?, 2013
- Suplement, 2016

### Antologies
- Wyspy na jeziorze, 1988
- Oleg Pastier, Karol Chmel, Ivan Kolenič, Oko za ząb. Trzej współcześni poeci słowaccy, 2006
- Maść przeciw poezji. Przekłady z poezji czeskiej, 2008

### Assaig i crítica
- Vladimir Nabokov, 1989
- Vladimir Nabokov. Podivuhodný podvodník, 1997
- Surrealizm, underground, postmodernizm. Szkice o literaturze czeskiej, 2001
- Codzienność i mit. Poetyka, programy i historia Grupy 42 w kontekstach dwudziestowiecznej awangardy i postawangardy, 2005
- Chwyt metafizyczny. Vladimir Nabokov - estetyka z sankcją wyższej rzeczywistości, 2011

## Obra en espanyol
- Museo de la infancia. Traducció de Gerardo Beltán, Xavier Farré, Abel Murcia, Saragossa, entretrés, 2010